# Харди (илюзионист)
Вижте пояснителната страница за други личности с името Харди.
Харди е артистичен псевдоним на българския илюзионист Георги Тодоров Георгиев.
Харди е бил ученик на Мистер Сенко, лауреат на наши и международни магични фестивали и конкурси.
Умира от рак на 22 август 2015 г. в Италия.